# ایلمور
ایلمور (انگلیسی: Ilmor) شرکت مهندسی بریتانیایی است، که در سال ۱۹۸۱ توسط ماریو ایلین تأسیس شد.